# Шарголи (село)
 Шарголи  — село в Богородском районе Нижегородской области.

## География
Находится на расстоянии приблизительно 22 км на юг от районного центра города Богородск.

## История
Село упоминается с 1779 года как имение  графа Петра Борисовича Шереметева.  До апреля 2020 года входило в состав Хвощёвского сельсовета.

## Достопримечательности
В селе имеется Архангельская церковь, построенная в 1850 году.

## Население
Постоянное население составляло 55 человек (русские 96%) в 2002 году, 52 в 2010.